# Medea (1969)
Medea is een Italiaanse film van Pier Paolo Pasolini uit 1969, met operazangeres Maria Callas in de rol van Medea. Voor Callas is dit de enige filmrol die ze heeft gespeeld. Deze film is opgenomen op super 8 smalfilm en gefilmd in de oude christelijke kerken van het Göreme Open Air Museum in het Turkse Capadocië. De film werd gerestaureerd en gedigitaliseerd als dvd verkrijgbaar op het label Arthaus (Besondere Filme).

## Verhaal
De eerste helft van de film handelt over het verhaal van Jason en de Argonauten die al reizend door Medea's barbarisch land op zoek zijn naar het Gulden Vlies. Passend bij de filmmuziek beeldt Pasolini Medea's volk af als inheemse bewoners die de oude seizoensgebonden rituelen en offers uitvoeren om hun oogst en gewassen veilig te stellen. Hun kostuums en het dansen zijn gebaseerd op die van de Oost-Europese Mummers zoals de Roemeense Calusari ceremonieën en hun tegenhangers in de Balkan.
Een jongeman wordt opgeofferd als een gruwelijk menselijk slachtoffer en zijn organen en bloed worden gestrooid over de gewassen in een ritueel genaamd sparagmos. Het slachtoffer is vastgebonden aan een houten constructie en de dorpelingen gebruiken zijn lichaam en bloed niet alleen om de gewassen de bemesten maar ze eten hem ook op.
De jongeman werd aangeboden ter vervanging voor zijn broer Absyrtus, die met de zweep geslagen wordt door de priesters van de stam tegelijkertijd zodat zijn lijden parallel is met die van de gekozen koninklijke zondebok.
Ondertussen zijn Jason en diens metgezellen aangekomen in het dorp en plunderen de lokale bevolking. Medea wekt haar broer Absyrtus om haar te helpen in het stelen van het Gulden Vlies, die ze vervolgens zullen overleveren aan Jason. De Argonauten vertrekken haastig uit het Colchis met Medea's vader in de achtervolging. Wanneer de Colchiërs hen beginnen in te sluiten, vermoordt Medea haar broer en snijdt hem in stukken, op een gelijkaardige manier van het eerdere sparagmos ritueel. De Colchiërs worden gedwongen te stoppen en de verspreide stukken van Absyrtus terug te vinden, waardoor Jason en Medea kunnen ontsnappen.
Wanneer ze teruggekeerd zijn naar Jason's thuisland als man en vrouw, wordt Medea ontdaan van haar sierlijke barbaarse kledij en gekleed in de klederdracht van de traditionele Griekse huisvrouw. De film volgt vanaf dit punt over het algemeen het plot van het toneelstuk van Euripides, hoewel de chronologie van de gebeurtenissen vrij geïnterpreteerd worden en men verdiept in de menselijke motivaties en intenties.
Jason heeft twee zonen verkregen bij Medea, maar hij beslist om te breken met haar om in een meer lucratieve en cultureel aanvaardbaar huwelijk te stappen met de Korinthische prinses Glauce. Woedend op zijn verraad beraamt Medea wraak tegen Jason en zijn nieuwe bruid en stuurt Glauce een met magische kruiden betoverd gewaad.
Pasolini introduceert hier twee versies van het verhaal over de vernietiging van Glauce en haar vader. De eerste versie is het meest traditionele verhaal volgens de legende en is een mogelijke visie van hoe Medea Glauce wil laten sterven. Wanneer deze laatste het gewaad 
aantrekt, vat het vuur en wordt zij levend verbrand samen met haar vader Creon die tevergeefs de vlammen probeert te doven.
De tweede versie bekijkt het standpunt vanuit Glauce die, net als Medea, tot een pion is uitgegroeid in een patriarchale samenleving. Het gewaad dat zij draagt is in een feite hetgeen Medea droeg toen ze diende als Hogepriesteres. Glauce, die zichzelf in de spiegel bekijkt,
weent - misschien omdat ze begint te beseffen wat Medea verloren heeft - en uit gedeeld verdriet rent ze naar de zijkant van het kasteel en springt ze haar dood tegemoet, gevolgd door haar vader die het leven zonder zijn dochter niet aankan. Haar zelfmoord kan ook te wijten zijn aan de betovering van de geschenken, hoewel het niet gespecificeerd wordt. 
Vervolgens vermoordt Medea haar eigen zonen, verkregen van Jason, en steekt hun huis in brand, en weigert de lichamen van haar zonen aan Jason te geven voor de begrafenis. In plaats daarvan houdt ze hen vast terwijl ze levend verbrand wordt en zegt tegen hem dat zij en haar twee zonen gereïncarneerd zullen worden en daaruit verder wraak op hem zullen nemen.

## Rolverdeling
| Acteur             | Personage                    |
| ------------------ | ---------------------------- |
| Maria Callas       | Medea                        |
| Massimo Girotti    | Creon (Koning van Korinthos) |
| Laurent Terzieff   | Chiron de centaur            |
| Giuseppe Gentile   | Jason                        |
| Margareth Clémenti | Glauce                       |
| Paul Jabara        | Pelias                       |